# (52231) Ситник
(52231) Ситник (лат. Sitnik) — типичный астероид главного пояса, открыт 5 сентября 1978 года советским астрономом Николаем Черных в Крымской астрофизической обсерватории и 6 апреля 2012 года назван в честь советского и российского астронома Григория Ситника.

## Обнаружение и именование
(52231) Ситник
Открыт 5 сентября 1978 года в Крымской астрофизической обсерватории Н. С. Черных.
Профессор Московского государственного университета Григорий Фёдорович Ситник (1911—1996) был одним из ведущих специалистов в области физики Солнца, абсолютных измерений потоков излучения и атмосферной оптики. Работая в России и за рубежом, подготовил поколения астрономов.
Оригинальный текст (англ.)52231 Sitnik
Discovered 1978 Sept. 5 by N. S. Chernykh at the Crimean Astrophysical Observatory.
Grigorij Fedorovich Sitnik (1911—1996), professor of the Moscow State University, was one of the leading experts in the field of solar physics, absolute measurements of radiation fluxes and atmospheric optics. While working in Russia and overseas, he trained generations of astronomers.
Источники: 20120406/MPCPages.arc; M.P.C. 79104.

## Орбита

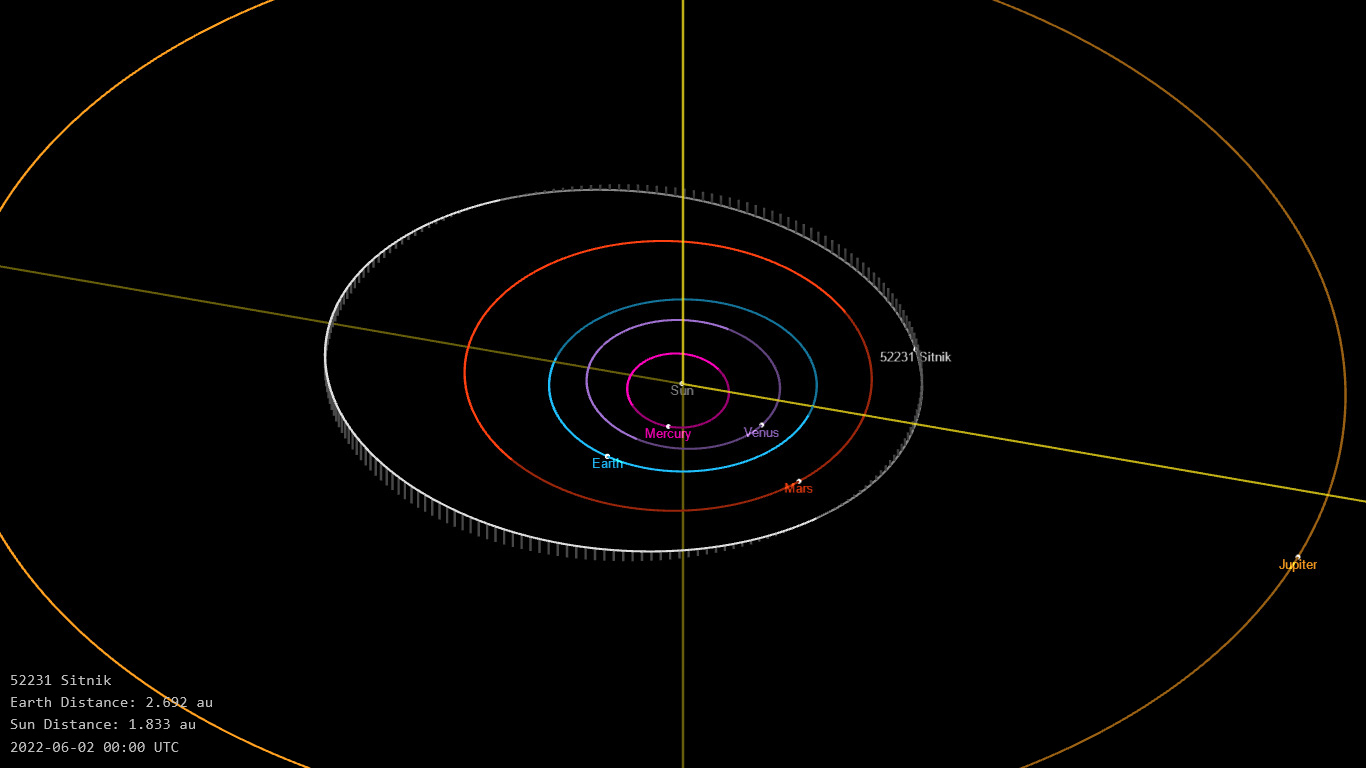
Орбита астероида Ситник и его положение в Солнечной системе

## Физические характеристики
Астероид относится к таксономическому классу S.
По результатам наблюдений в видимом и ближнем инфракрасном диапазоне космического телескопа NEOWISE диаметр астероида оценивался равным 2,938±0,891 км. Согласно тем же источникам альбедо оценивается как 0,3557±0,1336 и 0,356±0,134.